# Würth 400
Das Würth 400 ist ein Rennen in der NASCAR Cup Series, das auf dem Dover International Speedway in Dover, Delaware ausgetragen wird. Es wird traditionell im frühen Juni veranstaltet. Die Ausgabe der Saison 2007 war das erste Rennen, dessen Bezeichnung einer gemeinnützigen Organisation gewidmet war.
Über die Jahre wurde die Renndistanz mehrfach verändert. Im Eröffnungsrennen im Jahre 1969 und im darauffolgenden Jahr betrug sie 300 Meilen (483 km). Ab 1971 wurde die Distanz auf 500 Meilen (805 km) verlängert. Seit 1998 wurde die Renndistanz auf 400 Meilen (634,7 km) verkürzt.

## Sieger
- 1969 Richard Petty
- 1970 Richard Petty
- 1971 Bobby Allison
- 1972 Bobby Allison
- 1973 David Pearson
- 1974 Cale Yarborough
- 1975 David Pearson
- 1976 Benny Parsons
- 1977 Cale Farborgien
- 1978 David Pearson
- 1979 Neil Bonnett
- 1980 Bobby Allison
- 1981 Jody Ridley
- 1982 Bobby Allison
- 1983 Bobby Allison
- 1984 Richard Petty
- 1985 Bill Elliott
- 1986 Geoffrey Bodine
- 1987 Davey Allison
- 1988 Bill Elliott
- 1989 Dale Earnhardt
- 1990 Derrike Cope
- 1991 Ken Schrader
- 1992 Harry Gant
- 1993 Dale Earnhardt
- 1994 Rusty Wallace
- 1995 Kyle Petty
- 1996 Jeff Gordon
- 1997 Ricky Rudd
- 1998 Dale Jarrett
- 1999 Bobby Labonte
- 2000 Tony Stewart
- 2001 Jeff Gordon
- 2002 Jimmie Johnson
- 2003 Ryan Newman
- 2004 Mark Martin
- 2005 Greg Biffle
- 2006 Matt Kenseth
- 2007 Martin Truex junior
- 2008 Kyle Busch
- 2009 Jimmie Johnson
- 2010 Kyle Busch
- 2011 Matt Kenseth
- 2012 Jimmie Johnson
- 2013 Tony Stewart
- 2014 Jeff Gordon
- 2015 Kevin Harvick
- 2016 Matt Kenseth
- 2017 Jimmie Johnson
- 2018 Kevin Harvick
- 2019 Martin Truex junior
- 2020 Denny Hamlin
- 2021 Alex Bowman
- 2022 Chase Elliott